# Grand Prix Jihoafrické republiky
Grand Prix Jihoafrické republiky se poprvé jela v roce 1934 na okruhu Prince George Circuit v East London v provincii Východní Kapsko. V letech 1940–1959 se závod nekonal; jako součást okruhů Formule 1 byl obnoven v roce 1960 a do kalendáře mistrovství světa vstoupil již jako Grand Prix Jihoafrické republiky o dva roky později. Od roku 1967 se jezdilo na novém okruhu v Kyalami. Od roku 1986 se kvůli politice apartheidu závod opět nekonal, po skončení apartheidu v Jihoafrické republice byl sice obnoven, ale konal se pouze dvakrát v letech 1992 a 1993.

## Vítězové Grand Prix Jihoafrické republiky
Růžové pozadí znázorňuje závody, které nebyly součástí šampionátů Formule 1.

### Opakovaná vítězství (jezdci)
| Počet vítězství | Jezdec           | Roky                   |
| --------------- | ---------------- | ---------------------- |
| 4               | Jim Clark        | 1961, 1963, 1965, 1968 |
| 3               | Niki Lauda       | 1976, 1977, 1984       |
| 2               | Jackie Stewart   | 1969, 1973             |
| 2               | Carlos Reutemann | 1974, 1981             |
| 2               | Nigel Mansell    | 1985, 1992             |
| 2               | Alain Prost      | 1982, 1993             |

### Opakovaná vítězství (týmy)
| Počet vítězství | Konstruktér | Roky                               |
| --------------- | ----------- | ---------------------------------- |
| 6               | Lotus       | 1961, 1963, 1965, 1966, 1968, 1968 |
| 4               | Ferrari     | 1971, 1976, 1977, 1979             |
| 4               | Williams    | 1981, 1985, 1992, 1993             |
| 2               | Maserati    | 1934, 1939                         |
| 2               | Cooper      | 1960, 1967                         |
| 2               | Tyrrell     | 1973, 1975                         |
| 2               | Renault     | 1980, 1982                         |
| 2               | Brabham     | 1970, 1983                         |
| 2               | McLaren     | 1972, 1984                         |

### Opakovaná vítězství (dodavatelé motorů)
| Počet vítězství | Dodavatel | Roky                                           |
| --------------- | --------- | ---------------------------------------------- |
| 8               | Ford*     | 1968, 1969, 1970, 1972, 1973, 1974, 1975, 1981 |
| 5               | Climax    | 1960, 1961, 1963, 1965, 1966                   |
| 4               | Ferrari   | 1971, 1976, 1977, 1979                         |
| 4               | Renault   | 1980, 1982, 1992, 1993                         |
| 3               | Maserati  | 1934, 1939, 1967                               |

* Byl vyráběn Cosworth.

### Vítězové v jednotlivých letech
| Rok         | Jezdec             | Konstruktér      | Trať        | Výsledky  |
| ----------- | ------------------ | ---------------- | ----------- | --------- |
| 1993        | Alain Prost        | Williams-Renault | Kyalami     | Výsledky  |
| 1992        | Nigel Mansell      | Williams-Renault | Kyalami     | Výsledky  |
| 1991 – 1986 | Nejelo se          | Nejelo se        | Nejelo se   | Nejelo se |
| 1985        | Nigel Mansell      | Williams-Honda   | Kyalami     | Výsledky  |
| 1984        | Niki Lauda         | McLaren-TAG      | Kyalami     | Výsledky  |
| 1983        | Riccardo Patrese   | Brabham-BMW      | Kyalami     | Výsledky  |
| 1982        | Alain Prost        | Renault          | Kyalami     | Výsledky  |
| 1981        | Carlos Reutemann   | Williams-Ford    | Kyalami     | Výsledky  |
| 1980        | René Arnoux        | Renault          | Kyalami     | Výsledky  |
| 1979        | Gilles Villeneuve  | Ferrari          | Kyalami     | Výsledky  |
| 1978        | Ronnie Peterson    | Lotus-Ford       | Kyalami     | Výsledky  |
| 1977        | Niki Lauda         | Ferrari          | Kyalami     | Výsledky  |
| 1976        | Niki Lauda         | Ferrari          | Kyalami     | Výsledky  |
| 1975        | Jody Scheckter     | Tyrrell-Ford     | Kyalami     | Výsledky  |
| 1974        | Carlos Reutemann   | Brabham-Ford     | Kyalami     | Výsledky  |
| 1973        | Jackie Stewart     | Tyrrell-Ford     | Kyalami     | Výsledky  |
| 1972        | Denny Hulme        | McLaren-Ford     | Kyalami     | Výsledky  |
| 1971        | Mario Andretti     | Ferrari          | Kyalami     | Výsledky  |
| 1970        | Jack Brabham       | Brabham-Ford     | Kyalami     | Výsledky  |
| 1969        | Jackie Stewart     | Matra-Ford       | Kyalami     | Výsledky  |
| 1968        | Jim Clark          | Lotus-Ford       | Kyalami     | Výsledky  |
| 1967        | Pedro Rodríguez    | Cooper-Maserati  | Kyalami     | Výsledky  |
| 1966        | Mike Spence        | Lotus-Climax     | East London | Výsledky  |
| 1965        | Jim Clark          | Lotus-Climax     | East London | Výsledky  |
| 1964        | Nejelo se          | Nejelo se        | Nejelo se   | Nejelo se |
| 1963        | Jim Clark          | Lotus-Climax     | East London | Výsledky  |
| 1962        | Graham Hill        | BRM              | East London | Výsledky  |
| 1961        | Jim Clark          | Lotus-Climax     | East London | Výsledky  |
| 1960        | Stirling Moss      | Porsche          | East London | Výsledky  |
| 1960        | Paul Frère         | Cooper-Climax    | East London | Výsledky  |
| 1959 – 1940 | Nejelo se          | Nejelo se        | Nejelo se   | Nejelo se |
| 1939        | Luigi Villoresi    | Maserati         | East London | Výsledky  |
| 1938        | Buller Meyer       | Riley            | East London | Výsledky  |
| 1937        | Pat Fairfield      | ERA              | East London | Výsledky  |
| 1936        | Mario Massacuratti | Bugatti          | East London | Výsledky  |
| 1935        | Nejelo se          | Nejelo se        | Nejelo se   | Nejelo se |
| 1934        | Whitney Straight   | Maserati 8CM     | East London | Výsledky  |